# KŻ Kolejarz Opole
KŻ Kolejarz Opole – polski klub żużlowy z Opola. W latach 2003–2014 brał udział w rozgrywkach ligowych. W późniejszym czasie przestał funkcjonować.

## Historia
Klub startował w rozgrywkach ligowych w latach 2003–2014, kontynuując tradycje żużlowe w Opolu. W 2015 roku sekcję żużlową powołało Stowarzyszenie Hawi Racing Team, które w sezonie 2016 wystartowało w lidze. Od roku 2017 prowadzeniem opolskiego żużla zajęło się Towarzystwo Sportowe Kolejarz Opole.

## Poszczególne sezony
| Sezon | Rozgrywki ligowe | Rozgrywki ligowe | Rozgrywki ligowe | Uwagi                                      |
| Sezon | Liga             | Liga             | Miejsce          | Uwagi                                      |
| ----- | ---------------- | ---------------- | ---------------- | ------------------------------------------ |
| 2003  | III              | II liga          | 5/6              |                                            |
| 2004  | III              | II liga          | 1/6              | 3. miejsce w rozgrywkach łączonych o awans |
| 2005  | II               | I liga           | 8/8              |                                            |
| 2006  | III              | II liga          | 4/9              |                                            |
| 2007  | III              | II liga          | 4/7              |                                            |
| 2008  | III              | II liga          | 5/6              |                                            |
| 2009  | III              | II liga          | 5/7              |                                            |
| 2010  | III              | II liga          | 6/8              |                                            |
| 2011  | III              | II liga          | 4/8              |                                            |
| 2012  | III              | II liga          | 4/6              |                                            |
| 2013  | III              | II liga          | 3/5              |                                            |
| 2014  | III              | II liga          | 6/6              |                                            |

| Poziom ligowy | Liczba sezonów | Sezony               |
| ------------- | -------------- | -------------------- |
| II            | 1              | 2005                 |
| III           | 11             | 2003–2004, 2006–2014 |